# Сибирски хаски
Сибирски хаски (рус. Сибирский хаски) је радни пас средње величине, који припада породици шпицева и пореклом је из источног Сибира. Његово крзно може бити црно-беле, сиво беле или чак црвено-беле боје, док боја очију може бити плава, што је карактеристично за ову расу, али и смеђа. Очи им не морају бити исте боје. Лињање код сибирских хаскија је повезано са временским условима и када до њега дође, што се дешава 2 до 3 пута годишње, оно траје око 10 дана. Овај блиски рођак Аљаског маламута и Самоједа живи од 12 до 14 година.
Висина код мужјака износи 53—60 cm, а код женки 51—56 cm, док тежина износи 20—27 kg код мужјака и 16—23 kg код женки.

## Историја
Сибирски Хаски, Самојед и Аљаски маламут су три сродне расе, директни потомци паса за вучу саоница. Спадају у најстарије расе на свету.
Прво спомињање ове расе везује се за сибирски народ Чукчи, који је вршио одабир најбољих паса, како би створио издржљивог, брзог и снажног пса са добром оријентацијом, што је на крају довело до настанка Сибирског Хаскија. Почетком 20. века, овај пас је пренет на Аљаску, где је због својих особина коришћен за вучу саоница. Године 1908. одржана је прва трка саоницама коју су вукли ови пси. Стаза је била дуга 408 km, а пређена је за 119 часова. Убрзо, раса се проширила на Канаду и остатак САД. Амерички штенарски клуб је сибирске хаскије као расу признао тек 1930. Средином 50-их година 20. века, пренети су и у Европу.
Успон популарности трајао је до 1930-тих година, када је совјетска влада забранила извоз ове пасмине. Тада су одгајивачи почели да укрштају прве генерације Чукчи паса са сеоским псима Атабаскан Индијанаца, Маламутез, Алеута и тако је настао данашњи Сибирски Хаски. Одгајивачи су почели да региструју псе који су имали нови микс гена у Америчком штенарском клубу. Из једног легла ситнија женка била би регистрована као Сибирски Хаски а крупнији мужјак као Аљаски маламут. Одатле и потиче сличност ове две расе. Генетски чисте расе Аљаског хаскија ствараног у селима Атабаскан Индијанаца на Јукон реци, Унуитског пса севера Канаде и Гренланда, Чукчи пса североистока Сибира и паса племена Маламут, златна грозница заувек је променила. Нове болести и новопридошли пси променили су генетски код некада чистих раса. Сам Чукчи пас учествовао је у стварању неколико раса паса : данашњег Аљаског Хаскија, данашњег Сибирског Хаскија, Аљаског маламута и Сепала запрежног пса. Реч Хаски користи се данас генерално за све запрежне псе, невезано за расу и величину, а потиче од речи “Ески” што значи “онај који једе сирово месо” јер се они и дан данас тако хране, а та реч се првенствено односила на људе – Ескиме.
У току Другог светског рата ови пси су служили америчкој војсци у тимовима за потрагу и спашавање, што је изазвало дивљење јавности. Сибирски Хаски је један од најпопуларнијих арктичких раса.

## Опис

### Крзно
Крзно Сибирског Хаскија је дебље него код већине других раса паса. Садржи два слоја: Густу поддлаку и дугачке равне заштитне длачице. Крзно штити псе ефикасно против оштрих зима Артика, али и одражава топлоту у лето. Тако да је у стању да издржи температуре од −50 — −60 °C (−58 — −76 °F). Лињање код Сибирских Хаскија је повезано са временским условима и када до њега дође, што се дешава 2 до 3 пута годишње, оно траје око 10 дана.
Сибирски Хаски постоји у различитим бојама и дезенима, обично са белим шапама и ногама, лица и репа. Најчешћи крзна су црна и бела, затим ређе бакар-црвена и бела, сива и бела, чисто бела. 

### Очи
Очи могу бити смеђе или плаве боје. Неки примерци се могу наћи са комбинацијом ових боја тако да је једно око плаво а друго смеђе. Очи су бадемастог облика и мало искошене. Цењенији су пси са плавим очима.

### Реп
Сибирски хаски загрева нос са репом.
Реп је обложен дугом длаком. Ови пси често увијају реп преко лица и носа како би обезбедили додатну топлоту. Реп би требало да буде изражајан, одржаван у ниском положају када је пас опуштен, а закривљен према горе у "Срп" облику када је узбуђен или заинтересован за нешто. Може се увити тако да додирује леђа. Длака је формирана на репу тако да му даје облик четке.

### Ноге
Гледано од напред предње ноге су умерено размакнуте паралелне и вертикалне, лактови ни увучени ни избачени. Кости никада нису претешке, растојање од лакта до земље је нешто веће него растојање од гребена до врата. Задње ноге гледане од позади су умерено размакнуте и паралелне. Слабине су добро заобљене и снажне, потколеница је добро истакнута, добро постављена. Шапе су овалног облика али не предуге. Средње су величине, компактне и добро одлакане између прстију и јастучића на табану. Јастучићи су тврди и одговарајуће дебљине.
У ходу ноге су праве, лактови нису избачени, шапе нису изврнуте ни уврнуте, леђна линија је равна.

## Физичке карактеристике
Сибирски хаски је најмањи и најлакши али ипак најбржи нордијски пас. По изгледу веома подсећа на вука. Брз је и окретан, па због тога никада није превише тежак. Креће се природно, елегантно и лаганим кораком. Мужјаци нарасту између 53 и 60 cm и тежине између 20 и 27 кг. Женке су мање, порасту од 51 до 56 cm и тежине између 16 до 23 кг. Грудни кош овог пса је снажан и дубок, а ноге мишићаве. Леђа су права и чврста а слабине заобљене. Врат му је лепо обликован и средње дужине. Глава сибирског хаскија је пропорционална остатку тела, клинастог је облика и благо заобљена. Лобања и њушка су му доста ишаране. Њушка је средње ширине и постепено се сужава ка врху. Уши су троугластог облика и средње су величине. Високо су постављене и усправне. Шапе су средње величине и овалног облика.

## Темперамент
Ови пси завијају али не лају. Често беже од куће копајући испод ограде или прескачући исте.
Навикли су да живе у породичном окружењу и могу бити поуздани с децом. Имају пуно енергије па не воле да бораве у затвореном простору.
Хаски је интелигентан пас али је интелигенција често узрок томе да се власници са њима не могу изборити. Карактер овог пса толико је снажан да ће два или три пута размислити пре него што уради оно што власник од њега тражи. Ако закључи да се та наредба у том тренутку њему не свиђа могуће је да је неће извршити. 
Сибирски Хаски није пас који може поднети мало пажње, нередовно извођење, недостатак активности. Они су изузетно активни пси који користе сваку прилику да трче, лутају, па их бије глас да су склони бежању. Најбоље би било обезбедити му двориште, мада се лепо може чувати и у стану ако се редовно шета.
Сибирски Хаски, док је штене, има изражен нагон да копа и да жваће, тако да му је неопходно набавити доста играчака и глодалица, нарочито у периоду мењања зуба. Такође, други пси могу прихватити ситне животиње (мачке, заморце, хрчке, зечеве), док хаски има изражен ловачки инстинкт, па се никако не препоручује да се остављају животињице са њим без надзора. Није подесан као пас за чување куће, нарочито зато што не лаје, увек радосно дочека чак и непознату особу. Има веома блaгу нарав. Воли да се игра са децом и није ни мало уједљив, тако да допушта да му деца свашта раде. Краси их висока интелигенција. Могу се успешно дресирати, али им дресура досади после одређеног времена (јер стално теже новим изазовима), тако да је боље пса поверити искусном дресеру.
На карактер пса утиче труд самог власника и жеља да пса социјализује на живот у урбаним срединама како би му живот у породици био што природнији и веселији.

## Нега и здравље
Сибирски Хаски је доста активан па би му живот у стану тешко пао. Било би добро да има барем двориште за игру. Оно мора бити ограђено јер ако изађе јурећи за неком животињом тешко да ће се вратити. Крзно се једноставно одржава, током лињања треба га чешљати металним чешљем. Боље му одговара хладније време па треба водити више рачуна о њему када су врућине.. Не мора често да се купа јер се сам чисти.
Сибирски Хаски је раса која нема честих здравствених проблема. Неке од болести које их погађају су генетског типа као што је упала или дефект ока, катаракта, глауком и дистрофија рожњаче. Занимљиво је да Хаски готово уопште не пати од дисплазије кука за разлику од осталих паса сличне величине и грађе.

## Исхрана
Када је реч о исхрани, Хаски је веома прождрљив и ако пас живи на ланцу, у кавезу или у соби онда нема где да потроши своју акумулирану енергију, мало једе и онда постаје избирљив. Здрав Хаски има невероватан апетит, и потребна им је храна са 30% протеина и 20% масти, права енергетска бомба за било коју другу расу паса.
Хаски потиче из Сибира где је претежно храњен са рибом и због тога је јако важно да им исхрана буде што богатија рибом и њеним прерађевинама. Поред тога исхрана мора да буде што разноврснија па је од изузетне важности да се храни и гризом, кукурузом, поврћем, месом и јајима.

## Размножавање
Већ са шест до девет месеци Хаски стиче полну зрелост и тада би требало да куја добије своје прво терање. Због повећања плодности и шанси за рађање што здравијих штенаца прво терање треба прескочити. Терање се понавља на сваких шест месеци и траје до кујине старости. Првих десет дана од почетка терања куја ће бити незаинтересована за парење а већ од десетог до тринаестог дана требало би јој обезбедити адекватног мужјака. Након парења женка и мужјак могу остати слепљени. Никако их не треба раздвајати јер би тиме могли повредити псе. 
Женка Хаскија обично оштени 6 до 8 штенаца.